# Fitz Hall
Fitz Benjamin Hall (Walthamstow, Inglaterra, 20 de diciembre de 1980) es un futbolista inglés que juega en el Watford Football Club, se desempeña en todas las posiciones de la defensa. También es conocido por su apodo "One Size".

## Clubes
| Club                  | País       | Año         |
| --------------------- | ---------- | ----------- |
| Barnet FC             | Inglaterra | 2000 - 2001 |
| Chesham United FC     | Inglaterra | 2001 - 2002 |
| Oldham Athletic AFC   | Inglaterra | 2002 - 2003 |
| Southampton FC        | Inglaterra | 2003 - 2004 |
| Crystal Palace FC     | Inglaterra | 2004 - 2006 |
| Wigan Athletic FC     | Inglaterra | 2006 - 2008 |
| Queens Park Rangers   | Inglaterra | 2008 - 2010 |
| Newcastle United FC   | Inglaterra | 2010        |
| Queens Park Rangers   | Inglaterra | 2010 - 2012 |
| Watford Football Club | Inglaterra | 2012 -      |

- Datos: Q10668
- Multimedia: Fitz Hall / Q10668